# Andrena ailisensis
Andrena ailisensis är en biart som beskrevs av Osytshnjuk 1993. Andrena ailisensis ingår i släktet sandbin, och familjen grävbin. Inga underarter finns listade i Catalogue of Life.